# Ehrenamtlicher Richter
Ein ehrenamtlicher Richter ist an Gerichtsverfahren als Richter beteiligt und wird teilweise als Laienrichter bezeichnet. Je nach Zuständigkeit haben ehrenamtliche Richter unterschiedliche Bezeichnungen: In Deutschland heißen ehrenamtliche Richter gemäß § 45a Deutsches Richtergesetz (DRiG) in der Strafgerichtsbarkeit Schöffe, bei den Kammern für Handelssachen Handelsrichter oder in sonstiger Verwendung ehrenamtliche Richter. In Hessen gibt es Ortsgerichtsschöffen. In Bayern werden sie in Disziplinarverfahren gegen Beamte oder in Personalvertretungsangelegenheiten ehrenamtliche Beisitzer genannt. In Österreich gibt es neben den Schöffen auch Geschworene.

## Allgemeine Geschichte
Ehrenamtliche Richter gab es schon in früheren Epochen, damals Gerichtsschöppen genannt. Das Amt des ehrenamtlichen Richters geht auf die politische Aufklärung im 19. Jahrhundert und die Emanzipation des Bürgertums zurück. Die Beteiligung von Nichtjuristen an der Rechtsprechung sollte den Einfluss der Obrigkeit verringern. Ehrenamtliche Richter bringen im Ideal ein vom rein juristischen Denken unabhängiges Verständnis mit in die Urteilsfindung ein, das stärker in der Lebenswirklichkeit verwurzelt sein sollte.

## Deutschland

Entschädigungsformular
verwendet am Landgericht

Bis zur „Emminger-Verordnung“ im Jahre 1924 sah die deutsche Strafprozessordnung in Schwurgerichtssachen noch ein echtes Geschworenengericht vor, bei dem die „Laienrichter“ als Geschworene allein über die Schuldfrage entschieden. Die Berufsrichter waren nur für die Verhandlungsleitung und die Strafzumessung zuständig. Heute kommt dem Namen Schwurgericht nur noch eine historische Bedeutung zu. Die Besetzung des Schwurgerichts besteht heute aus Berufsrichtern und Schöffen. Dabei sind Schöffen keine Geschworenen mehr.
Grundlegende Vorschriften sind die §§ 44–45a Deutsches Richtergesetz (DRiG). Im Übrigen bestimmen sich die Rechte und Pflichten der ehrenamtlichen Richter nach den für die einzelnen Gerichtszweige geltenden Vorschriften.

### Ziele
Durch Beteiligung von ehrenamtlichen Laienrichtern in Gerichtsverfahren soll das Vertrauen der Bürger in die Justiz gestärkt werden und eine lebensnahe Rechtsprechung erreicht werden. Darüber hinaus dienten sie als sichtbarer Ausdruck der Volkssouveränität, trügen zu einer Qualitätssicherung der Rechtsprechung bei und stellten ein Instrument zur Rechtserziehung des Volkes dar. Ob diese Ziele auch heute noch erreicht werden, wird in der aktuellen Fachliteratur z. T. bezweifelt. Darüber hinaus wird z. T. vertreten, dass eine effiziente Rechtspflege in einer modernen deutschen Gesellschaft keiner Laienbeteiligung an der Strafjustiz bedürfe, wenn auch die Schöffen – gleich der Nationalhymne oder Bundesflagge – ein Symbol darstellten, das verdeutlicht, dass das Recht im Namen des Volkes, durch seine Legitimation getragen, gesprochen wird.

### Einsatzbereiche
Ehrenamtliche Richter werden bei folgenden Gerichten eingesetzt:
- diverse Landesverfassungsgerichte
- Arbeitsgerichte
- Sozialgerichte
- Verwaltungsgerichte (als „Beamtenbeisitzer“, siehe Disziplinarrecht oder einfach als ehrenamtliche Richter, die keine Beamte sein dürfen, oder ehrenamtliche Richter der Fachkammer für Personalvertretungsrecht, die dem ÖD als Beamte oder Arbeitnehmer angehören müssen)
- Finanzgerichte
- Truppendienstgericht als Wehrdienstgericht[2]
- Wehrdienstsenat des Bundesverwaltungsgerichts
- Amtsgerichte
  - Schöffengerichte (§ 29 GVG)
  - Jugendschöffengerichte (§ 33a JGG)
  - Landwirtschaftsgerichte (§ 2 LwVfG)
- Landgerichte
  - Kleine und Große Strafkammern (§ 76 GVG)
  - Große Kammern als Schwurgerichte (§ 74 Abs. 2 GVG, § 76 GVG)
  - Kleine und Große Jugendkammern (§ 33b JGG)
  - Kammern für Handelssachen (Zivilgerichtsbarkeit) (§ 105 GVG)
- Oberlandesgerichte

nur Senate für Landwirtschaftssachen (§ 4 LwVfG)
- Bundesgerichtshof
  - Dienstgericht des Bundes (Mitglieder des Bundesrechnungshofs)
  - Senat für Anwaltssachen des Bundesgerichtshofes (zwei Rechtsanwälte als Beisitzer)
  - Senat für Landwirtschaftssachen des Bundesgerichtshofs (§ 4 LwVfG)
  - Senat für Notarsachen des Bundesgerichtshofs (zwei Notare als Beisitzer)
  - Senat für Patentanwaltssachen des Bundesgerichtshofs (zwei Patentanwälte als Beisitzer; § 90 Abs. 2 PAO)
  - Senat für Steuerberater- und Steuerbevollmächtigtensachen des Bundesgerichtshofs (zwei Steuerberatern oder Steuerbevollmächtigten als Beisitzer; § 97 Abs. 2 StBerG)
  - Senat für Wirtschaftsprüfersachen des Bundesgerichtshofs (zwei Berufsangehörige als Beisitzer; § 74 Abs. 2 WPO)
- Ortsgerichte in Hessen

Bei den Oberlandesgerichten (§ 122 GVG) sowie dem Bundesgerichtshof (§ 132, § 139 GVG) werden ehrenamtliche Richter mit Ausnahme in Landwirtschaftssachen nicht eingesetzt. An den meisten Gerichten können Notare, Rechtsanwälte und Polizeivollzugsbeamte keine ehrenamtlichen Richter sein. Dies gilt laut § 22 Nr. 5 VwGO für die Verwaltungsgerichtsbarkeit und laut § 19 Nr. 5 FGO für die Finanzgerichtsbarkeit.

### Arbeitsgericht
Für Arbeitsgerichte enthält § 20 Arbeitsgerichtsgesetz (ArbGG) die grundlegenden Voraussetzungen für das Amt als ehrenamtlicher Richter. § 21 und § 22 ArbGG regeln, aus welchen Personengruppen die ehrenamtlichen Richter aus dem Kreise der Arbeitgeber und der Arbeitnehmer ausgewählt werden dürfen. Die Ablehnung des Amtes ist nach § 24 nur in bestimmten Fällen (gesundheitliche Gründe, Erreichen eines bestimmten Alters, 10-jährige Tätigkeit als ehrenamtlicher Richter am Arbeitsgericht, sonstiges ehrenamtliches Engagement, sonstige wichtige Gründe wie die Fürsorge für Familie) möglich. Das Bundesarbeitsgericht hat mit Beschluss vom 19. August 2004 entschieden, dass das Auftreten vor den Arbeitsgerichten in fremden Angelegenheiten der Tätigkeit als ehrenamtlicher Richter grundsätzlich nicht entgegensteht. Auch ein Rechtsanwalt kann ehrenamtlicher Richter am Arbeitsgericht sein.
Die Kammer des Arbeitsgerichts ist mit einem hauptberuflichen Richter und zwei ehrenamtlichen Richtern besetzt. Die letzteren je aus den Reihen der Arbeitgeber und der Arbeitnehmer. Bei der Güteverhandlung sind die ehrenamtlichen Richter nicht anwesend.

### Ehrenamtliche Richter als Bevollmächtigte
Ehrenamtliche Richter dürfen nicht vor dem Spruchkörper eines Gerichts, dem sie angehören, als Prozess- oder Verfahrensbevollmächtigte auftreten. Dies gilt seit 1. Juli 2008 und ist in folgenden Vorschriften geregelt:
- Zivilprozessverfahren im § 79 Abs. 4 ZPO
- Arbeitsgerichtsverfahren im § 11 Abs. 5 ArbGG
- Sozialgerichtsverfahren im § 73 Abs. 5 SGG
- Verwaltungsgerichtsverfahren im § 67 Abs. 5 VwGO
- Finanzgerichtsverfahren im § 62 Abs. 5 FGO

Laut Rechtsdienstleistungsgesetz können sie in jedem anderen Spruchkörper auftreten. Besondere Rechte, als Bevollmächtigter aufzutreten, kommen dem ehrenamtlichen Richter nicht zu.

### Schöffen
Schöffen sind in der Strafgerichtsbarkeit tätig. Dort sind sie zusammen mit einem oder mehreren Berufsrichtern, grundsätzlich im Wesentlichen gleichberechtigt, an der Urteilsfindung beteiligt.
Die Wahl zum Schöffen ist in den §§ 31–43 GVG geregelt: Schöffen werden, basierend auf einer Liste, die die Gemeindevertretung beschlossen hat, von einem Ausschuss am Amtsgericht für die Dauer von 5 Jahren gewählt. Für die Wahl zum Schöffen muss man Deutscher sein und sollte (zusammen mit anderen Kriterien) zwischen 25 und 70 Jahre alt sein. Eine Berufung zum Schöffen ablehnen dürfen nur bestimmte Berufsgruppen wie Ärzte oder Personen, für die das Amt eine „[…] besondere Härte bedeutet“ (§ 35). Aus der Schöffenliste gestrichen wird man bspw. bei Wegzug oder grober Verletzung der Pflichten.
Man unterscheidet zwischen Haupt-, Hilfs- und Ergänzungsschöffen. Den Hauptschöffen werden vor Beginn eines jeden Geschäftsjahres die Verhandlungstermine (meist 12) für das ganze Jahr mitgeteilt. Sollte ein Hauptschöffe verhindert sein, wird statt seiner ein Hilfsschöffe, der dann mit den vollen Rechten wie ein Hauptschöffe ausgestattet ist, über die gesamte Prozesszeit eingesetzt. Ergänzungsschöffen werden bei umfangreichen Prozessen (vorbeugend) hinzugezogen, um bei Ausfall eines Hauptschöffen einspringen zu können. Seine Anwesenheit über den gesamten Prozess hinweg ist nötig, um den gesamten Prozessablauf zu kennen und notfalls alle Kenntnisse zu besitzen, um für den ausfallenden (Haupt-)Schöffen tätig zu werden.
Unparteilichkeit ist die oberste Pflicht der Schöffen. Schöffen üben neben dem berufenen Richter „das Richteramt in vollem Umfang und mit gleichem Stimmrecht“ aus (Vorgabe nach § 30 GVG). Das betrifft sowohl die Beweisaufnahme, bei der den Schöffen zu gestatten ist, Fragen an Angeklagte, Zeugen und Sachverständige zu stellen; wie auch die Urteilsfindung (Schuld/Unschuld und ggfs. Festsetzung des Strafmaßes).
Schöffen werden mögliche Fahrtkosten oder ein Verdienstausfall erstattet sowie eine Entschädigung gezahlt, die sich nach der aufgewendeten Zeit am Gericht bemisst.
Neben der im Abschnitt Ziele geäußerten Kritik an der Notwendigkeit von Schöffen wird auch die Ausgestaltung des Schöffenamtes kritisiert. So wird ein Recht auf Akteneinsicht nicht bundeseinheitlich anerkannt. In den Gerichten besteht teilweise noch eine Hierarchie, die den Schöffen dem vorsitzenden Richter nachordnet: bspw. die Ordnungsstrafe, die der Vorsitzende gegen die ehrenamtlichen Richter verhängen kann.

### Handelsrichter
Handelsrichter sind an den Kammern für Handelssachen tätig. In Deutschland tragen Handelsrichter in der Gerichtsverhandlung die schwarze Richterrobe. Handelsrichter urteilen nach deutschem Recht mit berufsspezifischer Qualifikation, da sie nach §109 GVG Kaufmann, Vorstandsmitglied oder Geschäftsführer einer juristischen Person oder Prokurist sein müssen.

## Österreich
Das österreichische Bundes-Verfassungsgesetz (B-VG) sieht in Art. 91 Abs. 1 die grundsätzliche Beteiligung des Volkes an der Rechtsprechung der ordentlichen Gerichte vor. Während die folgenden Abs. 2 und 3 eine Existenzgarantie für die Beteiligung von Schöffen und Geschworenen im Strafverfahren vorsehen, besteht für die Beteiligung des Volks an der Zivilgerichtsbarkeit keine solche Garantie. Gestützt auf Art. 91 Abs. 1 B-VG wurde durch einfaches Gesetz die Beteiligung von fachkundigen Laienrichtern (in der Handelsgerichtsbarkeit: fachmännische Laienrichter) auch in der Zivilgerichtsbarkeit angeordnet, so etwa in der Handelsgerichtsbarkeit (§§ 7 und 8 JN), der Arbeits- und Sozialgerichtsbarkeit (§§ 10 ff. ASGG) und der Kartellgerichtsbarkeit (§§ 59 ff. Kartellgesetz). Für das Verfahren vor den Verwaltungsgerichten sieht Art. 135 B-VG die Möglichkeit der Beteiligung fachkundiger Laienrichter an der Rechtsprechung vor. Auch von dieser Möglichkeit wurde für viele Sachmaterien Gebrauch gemacht, beispielsweise für das Vergaberecht (§§ 292 ff Bundesvergabegesetz) oder das Dienstrecht der Bundesbeamten (§ 135b BDG).

### Strafrecht
Die Beteiligung des Volks an der Rechtsprechung erfolgt bei den „mit schweren Strafen bedrohten Verbrechen“ (regelmäßig eine Strafdrohung mit einer Untergrenze von mehr als 5 Jahren und einer Obergrenze von mehr als 10 Jahren Haft) sowie bei allen politischen Delikten durch Geschworene, bei bestimmten anderen Straftaten, oder wenn die drohende Strafe ein bestimmtes Ausmaß (regelmäßig 5 Jahre Haft) überschreitet, durch Schöffen; andernfalls unterbleibt eine direkte Beteiligung des Volkes an der Rechtsprechung.
Eine Liste der Laienrichter wird zu Beginn jedes Jahres neu erstellt. Sie umfasst 5 ‰ (in Wien 10 ‰) der Einträge der Wählerevidenz. Laienrichter müssen zu diesem Zeitpunkt zwischen 25 und 65 Jahre alt und unbescholten sein. Ihr körperlicher und geistiger Zustand muss ihnen gestatten, dem Gang der Verhandlung verlässlich folgen zu können. Insbesondere ist auch eine ausreichende Beherrschung der deutschen Gerichtssprache erforderlich.
Bei der Erstellung der Liste bestehen zahlreiche Ausnahmen: Die wichtigsten Berufspolitiker, wie der Bundespräsident, die Bundesminister und Staatssekretäre, Mitglieder der Landesregierung, der gesetzgebenden Körperschaften; der Präsident und der Vizepräsident des Rechnungshofes, die Volksanwälte; Geistliche und Ordenspersonen der gesetzlich anerkannten Kirchen und Religionsgesellschaften; Richter, Staatsanwälte, Notare, Rechtsanwälte sowie die Anwärter dieser Berufe; Bedienstete der Bundesministerien für Inneres und für Justiz sowie deren nachgeordneter Bundesdienststellen und Angehörige eines Gemeindewachkörpers; schließlich Personen ohne Hauptwohnsitz im Inland. Sie alle werden nicht als Laienrichter bestellt.
Auf Antrag sind darüber hinaus weitere Befreiungsgründe zu beachten, vor allem nämlich wenn der Dienst für die betreffende Person „mit einer unverhältnismäßigen persönlichen oder wirtschaftlichen Belastung für sie selbst oder Dritte oder mit einer schwerwiegenden und nicht anders abwendbaren Gefährdung öffentlicher Interessen“ verbunden wäre oder sie in den vergangenen Jahren ihrer Berufung als Geschworene oder Schöffen wirklich nachgekommen sind.

#### Schöffen
Schöffensenate bestehen ausschließlich an den Landesgerichten. Dort entscheiden Schöffen gemeinsam mit einem Berufsrichter über die Schuld des Angeklagten und in weiterer Folge das Strafmaß. Sie werden bei bestimmten, in (§ 31 StPO) aufgezählten Delikten, tätig. Ansonsten bei Verbrechen, die mit mehr als fünf Jahren Haftstrafe bedroht sind, tätig, sofern nicht ein Geschworenengericht zuständig ist.

#### Geschworene
Geschworenengerichte werden grundsätzlich bei Verbrechen tätig, deren Strafdrohung eine Untergrenze von mehr als 5 Jahren und eine Obergrenze von mehr als zehn Jahren Haft vorsieht. Darüber hinaus auch bei bestimmten politischen Delikten, wie zum Beispiel:
- Überlieferung an eine ausländische Macht (§ 103 StGB)
- Hochverrat (§ 242 StGB) und der Vorbereitung dazu (§ 244 StGB)
- Herabwürdigung des Staates und seiner Symbole (§ 248 StGB)
- Angriff auf oberste Staatsorgane (§ 249 bis § 251 StGB)
- Landesverrat (§ 252 bis § 258 StGB)
- Ansammeln von Kampfmitteln (§ 280 StGB)
- Aufforderung zu bzw. Gutheißung von mit Strafe bedrohten Handlungen (§ 282 StGB)
- Störung der Beziehungen zum Ausland (§ 316 bis § 320 StGB)

Die Zuständigkeit von Geschworenensenaten kann auch in weiteren strafrechtlichen Nebengesetzen angeordnet werden. Ein wichtiges Beispiel ist das Verbotsgesetz.
Geschworenengerichte bestehen aus acht Laien und drei Berufsrichtern. Im Gegensatz zu den Schöffen obliegt die Entscheidung über die Schuldfrage des Angeklagten ausschließlich den Geschworenen. Erst bei Bejahung dieser Vorfrage entscheiden sie gemeinsam mit den drei Berufsrichtern über das Strafmaß. Im Gegensatz zu anderen Rechtssystemen ist dabei keine Einstimmigkeit erforderlich; einfache Mehrheit genügt. Im Fall einer Stimmengleichheit (4:4) gelangt der Grundsatz in dubio pro reo zur Anwendung, und es ist auf Freispruch zu erkennen.

## Schweiz
In der Schweiz ist die Situation von Kanton zu Kanton verschieden, da für die Gerichtsorganisation grundsätzlich die Kantone zuständig sind.
Den Strafgerichten unterer Instanzen (siehe Schweizer Bezirksgerichte) gehören in den meisten Kantonen auch Laienrichter an. Einige Kantone verfügten bis zum Inkrafttreten der Schweizerischen Strafprozessordnung am 1. Januar 2011 über Geschworenengerichte, die aus einem Präsidenten oder mehreren Berufsrichtern und einer Anzahl von Laien, den Geschworenen, bestanden. Schon seit längerem jedoch wurden diese Geschworenengerichte, die eine lange historische Tradition hatten, in den Kantonen durch andere Gerichte ersetzt. Dazu wurde argumentiert, dass die Geschworenengerichte in der Regel zu langwierig, kostspielig und schwerfällig seien.
Auch in vielen kantonalen Zivilgerichten sind Laienrichter präsent.

## USA
Das US-amerikanische Geschworenen-System basiert auf den englischen Praktiken im 13. Jahrhundert. Es gibt aber im Auswahlverfahren Unterschiede von Bundesstaat zu Bundesstaat.
Jedes Jahr werden insgesamt etwa vier bis fünf Millionen US-Bürger anhand ihres Führerscheins oder ihrer Registrierung als Wähler zum Jury-Dienst einberufen. In der Regel müssen die Kandidaten zunächst Fragebögen ausfüllen, damit gleich jene herausgefiltert werden können, die keinesfalls in Frage kommen – etwa Anwälte oder Polizisten. Für die verbliebenen Anwärter folgt dann eine mündliche Befragung durch den Richter, die Anklage und die Verteidigung.
Beide Seiten im Prozess können Kandidaten, die sich voreingenommen zeigen, ablehnen. Darüber hinaus haben sie die Möglichkeit, eine bestimmte Zahl von Anwärtern ohne jede Angabe von Gründen abzuwählen. Sind die 12 Geschworenen und die Ersatzjuroren festgesetzt, können die Eröffnungsplädoyers beginnen.
In manchen Bundesstaaten ist es der Jury erlaubt, während des Prozesses Notizen zu machen. In einigen wenigen Fällen darf sie sogar direkte Fragen an Zeugen stellen. Die Urteilsberatungen erfolgen stets hinter geschlossenen Türen. Der Jury ist es gestattet, schriftliche Fragen an den Richter einzureichen oder zur Auffrischung der Erinnerung auch Abschriften von Zeugenaussagen einzusehen. Ein Schuldspruch muss einstimmig erfolgen. Gelingt der Jury trotz aller Bemühungen kein einhelliges Votum, muss der Richter den Prozess für gescheitert erklären.